# Zosimus
Zosimus là một chi cua biển trong họ gíap xác Xanthidae.

## Các loài
Chi này gồm các loài sau:
- Zosimus actaeoides (A. Milne Edwards, 1867)
- Zosimus aeneus (Linnaeus, 1758)
- Zosimus fissa (Henderson, 1893)
- Zosimus hawaiiensis (Rathbun, 1906)
- Zosimus laevis Dana, 1852
- Zosimus maculatus (Linnaeus, 1758)
- Zosimus sculptus (De Man, 1888)

Có ba loài được biết đến từ các hóa thạch, bao gồm hai loài đã tuyệt chủng.